# Kosičky
Kosičky är en ort i Tjeckien. Den ligger i den centrala delen av landet, 80 km öster om huvudstaden Prag. Kosičky ligger 230 meter över havet och antalet invånare är 361.
Terrängen runt Kosičky är platt. Runt Kosičky är det ganska tätbefolkat, med 75 invånare per kvadratkilometer. Närmaste större samhälle är Hradec Králové, 20,0 km öster om Kosičky. Trakten runt Kosičky består till största delen av jordbruksmark.